# Сарнувек-Малий
Сарнувек-Малий (пол. Sarnówek Mały) — село в Польщі, у гміні Бодзехув Островецького повіту Свентокшиського воєводства.
Населення — 24 особи (2011).
У 1975-1998 роках село належало до Келецького воєводства.

## Демографія
Демографічна структура на день 31 березня 2011 року:
|          | Загалом | Допрацездатний вік | Працездатний вік | Постпрацездатний вік |
| -------- | ------- | ------------------ | ---------------- | -------------------- |
| Чоловіки | 14      | 1                  | 11               | 2                    |
| Жінки    | 10      | 1                  | 5                | 4                    |
| Разом    | 24      | 2                  | 16               | 6                    |